# Offa de Angeln
Offa, Uffe, Uffi o Uffo son los nombres de un legendario caudillo vikingo, monarca del reino de Angeln (Dinamarca) según las leyendas de los pueblos germánicos, hijo del rey Wermund y padre de Angeltheow.  Su figura protohistórica aparece en la crónica anglosajona, los poemas épicos Widsith (siglo IX), Beowulf, Gesta Danorum de Saxo Grammaticus y Vitae duorum Offarum.
Según Widsith y las fuentes danesas, Offa conquistó a los sajones myrgingos incorporado su territorio al reino anglo y matando a dos de sus príncipes, autoproclamándose rey.  Es probable que Offa casó con Modþryð, una dama definida como letal, personaje que también aparece en Beowulf.
Según Gesta Danorum de Saxo Grammaticus, el rey Uffi, hijo de Vermund, tuvo un heredero llamado Dan II.